# Norrvidinge landskommun
Norrvidinge landskommun var en tidigare kommun i dåvarande Malmöhus län.

## Kommunbeskrivning 1932
Norrvidinge var en kommun i Onsjö och Harjagers härader. Kommunen  tillhörde Eslövs landsfogdedistrikt och fögderi. Onsjö och Harjagers häraders väghållningdistrikt samt ingick som annexförsamling i Södervidinge, Annelövs, Norrvidinge och Dagstorps försmlingars pastorat i Lunds stift.  Norrvidinges landskap är småkuperat och ligger vid Saxån, som flyter genom kommunen. Jordmånen är god. Skog saknas.  Kommunen hade 1932 4 folkskolor

### Kommunikationer
Kommunen har järnvägsstation i Norrvidinge på linjen Malmö — Göteborg (västkustbanan).
| År   | Antal | Källa                                 |
| 1805 | 746   | Skänes kalender 1924                  |
| 1865 | 1169  | Skånes kalender 1924                  |
| 1904 | 1055  | Skånes kalender 1924                  |
| 1912 | 1061  | Skånes kalender 1924                  |
| 1921 | 1036  | Atlas över Sverige med ortbeskrivning |
| 1931 | 1013  | Atlas över Sverige med ortbeskrivning |

### Skatteuppgifter
Taxeringsvärde å skattepliktig fastighet (1930): för jordbruksfastigheter 4 298 200 kr. Andra fastigheter 613 500. Taxeringsvärde för skattefri fastighet (1930) : på andra fastigheter tillhöriga kommuner: 98 700 kr., varav kyrka 40 000 och 4 folkskolor 58 000. Till kommunal inkomstskatt taxerad inkomst 1930: svenska aktiebolag och solidariska bankbolag 3 470 kr., andra skattskyldiga 510 260. Antal skattekronor 1931;  5 587. Kommunalskatt 1931: 5,90 kr., varav borgerlig kommunen 2,55, kyrkan 1,85 och skolan 1,50. Landstingsskatt 1931: 2,20 kr. Vägskatt 1931: 0,25 kr. . 

### Jordbruket i kommunen
Norrvidinge har betydande vete- och sockerbetsodling. I Gissleberga finns en kvarn.
Kommunen hade 1927 102 brukningsdelar. På åkern odlades 1927 mest vall 388 hektar, vete 265, sockerbetor 255, korn 220,  blandsäd 214, råg 164, grönfoder 120, foderrotfrukter 80, potatis 44, havre 42, baljväxter 33, träda 24. Husdjur enligt jordbruksräkning 1927 hästar 331, nötkreatur 1432, får 40, svin 1635, fjäderfän 7 354 och bisamhällen 34.
Areal (1931): 2 035 har, varav 2 015 land; därav inom Onsjö härad 1360 har, varav 1 346 land. Ägoslag (1927): åker 1 850 har, trädgård 15, slåtteräng 25, ordnad betesäng 22, annan betesäng 32 och övrig mark 71.

## Administrativ historik
Kommunen bildades i Norrvidinge socken i Onsjö härad i Skåne när 1862 års kommunalförordningar trädde i kraft. 
Vid kommunreformen 1952 uppgick kommunen i Teckomatorps landskommun som upplöstes 1969 då denna del uppgick i Svalövs landskommun som 1971 ombildades till Svalövs kommun.

## Politik

### Mandatfördelning i Norrvidinge landskommun 1946
| 8 | 8 |

| 16 |